# Ellundbrück
Ellundbrück (dänisch: Ellund Bro) ist ein Ort der Gemeinde Handewitt, südlich des Ortes Ellund.

## Lage
Der Ort Ellundbrück liegt achthundert Meter südlich von Ellund entfernt. Der direkt nördlich von Ellundbrück liegende Ellunder Wald separiert Ellundbrück und Ellund voneinander. Südlich des Ortes Ellundbrück verläuft der Meyner Mühlenstrom beziehungsweise die Meynau, von Südwesten nach Nordosten. Direkt östlich von Ellundbrück, jenseits des Meyner Mühlenstroms, befindet sich das Dorf Gottrupel. Ungefähr 500 Meter südlich von Ellundbrück liegt der Hauptort Handewitt. Im Übrigen wird Ellundbrück hin und wieder auch dem Gebiet Ellundfeld zugeordnet.

## Geschichte
Der Name „Ellundbrück“ beziehungsweise „Ellund Bro“ verweist auf die „Ellunder Brücke“, welche beim besagten Ort über den Meyner Mühlenstrom führt. 1803 wurde bei dieser Brücke der Hof Ellundbrück errichtet, dessen Adresse heute Ellunder Straße 6 lautet (Lage). Auf der vom dänischen Generalstab verwendeten Landesaufnahme der Wissenschaftlichen Gesellschaft Dänemarks von 1857/1858 war der Ort als „Ellund Bro“ schon verzeichnet. Im Jahr 1932 wurde westlich vom Hof Ellundbrück ein weiterer, größerer Hof erbaut, der die Adresse Ellunder Straße 1 erhielt (Lage).
Die Straße zum Ort Handewitt war Anfang der 1950er Jahre noch unzureichend ausgebaut. 1956–59 wurde im Zuge des Programmes Nord die Flurbereinigung im Ellunder Gebiet durchgeführt. Die Gemeindestraßen wurden im Rahmen des Programmes Nord ausgebaut und erhielten eine Teerdecke. Die alte Brücke über den Meyner Mühlenstrom bei Ellundbrück, welche noch aus großen Feldsteinen errichtet worden war, war im Laufe der Zeit baufällig geworden. Im Jahr 1960 wurde sie durch eine neue Brücke ersetzt. 1961 lebten 21 und 1970 32 Menschen in Ellundbrück. Als 1974 die Großgemeinde Handewitt eingerichtet wurde, wurde auch Ellundbrück als Teil von Ellund zu dieser eingemeindet. Kurz darauf wurde ein Radfahrweg von Handewitt nach Ellund gebaut. Bei Ellundbrück wurde neben der Straßenbrücke eine zusätzliche Radfahrerbrücke eingerichtet.